# WZ Стріли
WZ Стріли (WZ Sagittae, WZ Sge) -  катаклізмічна карликова нова зоря в сузір'ї Стріли. Система складається з білого карлика й супутника з дуже малою масою. Маса білого карлика становить близько 0,85 маси Сонця, а супутника — лише 0,08 сонячної маси. Вважають, що супутником є коричневий карлик спектрального класу L2. Відстань до цієї системи визначено параллактичними вимірами за допомогою космічного телескопа Хаббл і вона становить 142 світлових роки (43,5 парсека) . Орбітальний період системи дуже короткий - 1,361 години . На підставі спостережень затемнень гарячої плями на білому карлику (тобто того місця, де випадає речовина з акреційного диска), нахил площини орбіти цієї системи до променя зору з Землі оцінено в 76° ± 6°.

## Історія досліджень
В історії WZ Стріли до XXI століття було зареєстровано три спалахи: у 1913, 1946 і 1978 роках. Перший зареєстрований спалах виявив Дж. Маккі (J.Mackie) під час дослідження фотоархіву Гарвардської обсерваторії: він стався 22 листопада 1913 року. Нова досягла максимуму 7m,0 фотографічної величини. Зорю назвали «Новою Стріли 1913», і вона не виявляла активності протягом наступних 33 років. 
Вона знову спалахнула 1946 року. Цього разу її виявив Курт Хімпель (Kurt Himpel) з Гейдельберзької обсерваторії в Німеччині в ніч з 28 на 29 червня. Під час цього спалаху яскравість WZ Sge за 4 години зросла з 12m до 10m величини, а 29 червня 1946 року вона досягла максимуму в 7m,2 фотографічної величини. Після спалаху 1946 року WZ Стріли вважали повторною новою. 
28 листопада 1978 року спостерігач AAVSO Дж.Бортль (J. Bortle) спостерігав зорю тьмянішою від 14m,5 величини. Через погану погоду він не міг відновити спостережень протягом трьох ночей. 1 грудня 1978 року, через 32 роки після другого спалаху, Дж. Т. Макгроу (JT McGraw) з Техаського університету виявив WZ Стріли у візуальному максимумі близько 8m,0 величини. Після цього почалися щоденні візуальні й фотометричні спостереження спалаху в усьому світі. Поведінка WZ Стріли загалом виявилась однаковою протягом трьох спалахів: їх основною особливістю було різке зменшення яскравості близько 30-го дня після максимуму. Одна з основних відмінностей між спалахами 1946 й 1978 років полягає в тому, що в першому випадку зоря плавно зменшувала світність після різкого падіння, а під час спалаху 1978 року вона зазнала невеликого відновлення яскравості протягом чотирьох днів і потім спостерігалися коливання блиску ще 32 дні до остаточного згасання. Ця різниця в поведінці може бути зумовлена відсутністю відповідних даних за 1946 рік, оскільки зменшення й відновлення яскравості відбувається дуже швидко, і якщо безперервні дані відсутні, то цю особливість легко пропустити.

## Спалах 2001
23 липня 2001 року стався спалах, який спостерігали багато астрономів на Землі й численні супутники в космосі. Після досягнення максимальної видимої зоряної величини приблизно 8m,21 з 23 на 24 липня, WZ Стріли зменшила свою яскравість до величини 10 m,7 15 серпня. Потім, після деякої паузи, її крива блиску показала різкий провал на 2m величини з швидким відновленням 16-17 серпня. Потім зоря почала згасати, досягнувши 18-19 серпня величини 12m,9, а 21 серпня вона знову відновила свою візуальну величину близько 10m,7. Потім яскравість WZ Стріли протягом декількох місяців коливалася між величинами 10m,7 і 12m,7. Під час спалаху було зроблено більше 18 300 вимірювань, які подано на сайті AAVSO разом з інтегральною кривою блиску.

## Особливості класифікації
Спочатку (1913 року) WZ Стріли була класифікована як нова зоря через велику амплітуду її спалаху. Потім, після повторення спалаху 1946 року з великою амплітудою (~8m), її перекласифікували як повторну нову. Однак, фотометричні дослідження, проведені в спокійний період WZ Sge, показали, що період обертання зір у системі дуже короткий: 81 хвилина й 38 секунд, що зазвичай не характерно для повторних нових. Крім того, спектроскопічні спостереження, проведені під час спалаху 1978 року, показали, що спектральні характеристики зорі подібні до карликових нових: спектри були гладенькі й не містили широких смуг випромінювання й поглинання, які добре видно в спектрах повторних нових. Спостереження 1978 року виявили також фотометричні варіації яскравості кривої блиску WZ Стріли, що мають назву «надгорби» (superhumps). Ці надгорби є визначальними характеристиками  карликових нових типу SU Великої Ведмедиці. Таким чином WZ Стріли вважають прототипом підкласу зір типу SU Великої Ведмедиці.

## Особливості зір типу WZ Стріли
Період часу від одного надспалаху до наступного називається «суперциклом». Тривалість суперциклу для відомих зір типу SU Великої Ведмедиці коливається, переважно, близько декількох сотень днів, хоча деякі системи мають набагато меншу або набагато більшу тривалість суперциклу. Системи з короткими суперциклами відомі як зорі типу ER Великої Ведмедиці (ER UMa), тоді як системи з довгими суперциклами мають назву зорі типу WZ Стріли. Зорі типу ER Великої Ведмедиці зазвичай перебувають у стадії надспалаху від третини до половини суперциклу, який триває лише 20-50 днів. Коли ж відсутні надспалахи, то ці зорі часто (приблизно раз на 4 дні) спалахують «нормально». На відміну від них, суперцикли зір типу WZ Стріли тривають порядку десятиліть, а «нормальні» спалахи відбуваються дуже рідко. Надспалахи WZ відбувались з інтервалами 33, 32 і 23 роки, тоді як «нормальні» спалахи взагалі не зареєстровано. Інші зорі типу WZ Стріли, до яких належать, наприклад, AL Волосся Вероніки й EG Рака, спалахують з інтервалом приблизно 20 років.
Крім 30-річного суперциклу WZ Стріли є найменш активною серед групи зір типу SU Великої Ведмедиці. Фактором, що визначає різні терміни суперциклу, як видається, є швидкість масопереносу під час акреції. Зорі типу WZ Стріли мають дуже низьку швидкість масопереносу, мабуть, лише 1012 кг/с. Враховуючи повільні темпи масообміну, потрібні десятиліття, щоб накопичити достатньо речовини для надспалаху. Загадка цих зір полягає в тому, що протягом цього інтервалу майже не буває нормальних спалахів. Навіть із низькою швидкістю масопереносу, речовина має накопичуватися, дрейфуючи у внутрішній диск, і викликати вибух . Одним із припущень, чому цього не відбувається, є те, що в'язкість в акреційному диску дуже низька: речовина залишається в зовнішньому диску, де набагато більша ймовірність бути збереженим до спалаху. Проблема з цією ідеєю, однак, полягає в тому, що важко пояснити вкрай низький рівень в'язкості. Інше можливе пояснення припускає вилучення речовини з внутрішнього диска без спалаху: це може статися через магнітне поле білого карлика.
Ще одна особливість тісних подвійних систем, якими є зорі типу WZ Стріли, полягає в тому, що вони стають джерелами гравітаційних хвиль. Випромінювання гравітаційних хвиль значно впливає на еволюцію системи з двох вироджених карликів з орбітальним періодом меншим ніж 10 год. Швидкість обміну речовиною між компонентами буде визначатися втратою моменту кількості руху (кутового моменту) внаслідок випромінювання гравітаційних хвиль. Порівняння теоретичних оцінок швидкостей обміну речовиною низки короткоперіодичних катаклізмічних змінних типу WZ Sge зі спостережуваними показало, що провідним еволюційним чинником цих тісних подвійних систем може бути випромінювання гравітаційних хвиль.

## Надгорби на кривій блиску

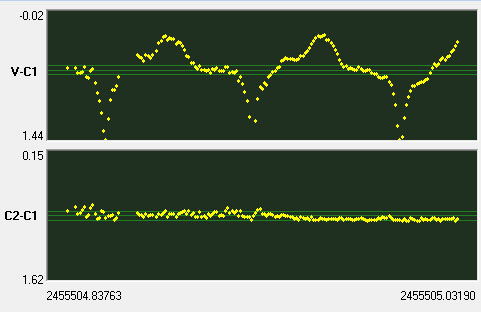
Крива блиску карликової нової HT Кассіопеї під час спалаху 4 листопада 2010 а: на верхньому графіку чітко видно «надгорби», характерні для всіх карликових нових.

2001 року під час надспалаху WZ Стріли зареєстровано велику кількість надгорбів, які є формою модуляції кривої блиску й з'являються, зокрема, й під час надспалаху. Період надгорбів на кілька відсотків більший, ніж орбітальний період. Вони виникають навіть тоді, коли зоря перебуває в стані спокою, хоча їх період зазвичай змінюється з плином часу.
Ніколас Фогт (Nicholas Vogt) був першим, хто запропонував гіпотезу, що надгорби утворюються через те, що під час надспалаху акреційний диск стає еліптичним. Він припустив, що такий диск буде прецесувати й це означає, що він поступово почне обертатися в напрямку, в якому був витягнутий, у масштабі часу набагато більшому, ніж час обертання по орбіті (так само прецесує вісь дзиґи, але повільнішими темпами). Тривалий період прецесії диска в поєднанні з орбітальним циклом призводять до того, що виникає нова періодичність - супергорб.
Протягом першого тижня останнього надспалаху WZ Стріли, Д. Стігс (D. Steeghs) і Т. Марш (T. Marsh) з університету Саутгемптона, Є. Кулкерс (Е. Kuulkers) з організації космічних досліджень Нідерландів і Утрехтського університету, і Б. Скідмор (В. Skidmore) з університету Сент-Ендрюса повідомили про виявлення спіральних хвиль, наявних в акреційному диску цієї системи. Спіральні рукави в системі WZ Стріли виявлено вперше й вони є причиною подальшого спектроскопічного дослідження еволюції подібних структур. Безпосередньо побачити акреційний диск у тісній подвійній системі, звісно ж, не можна: надто далекі від нас ці об'єкти. Однак, є методика, яка дозволяє побудувати карту диска - доплерівська томографія. Суть методу полягає в дослідженні профілів емісійних ліній залежно від орбітальної фази подвійної системи.

## Особливості спостереження

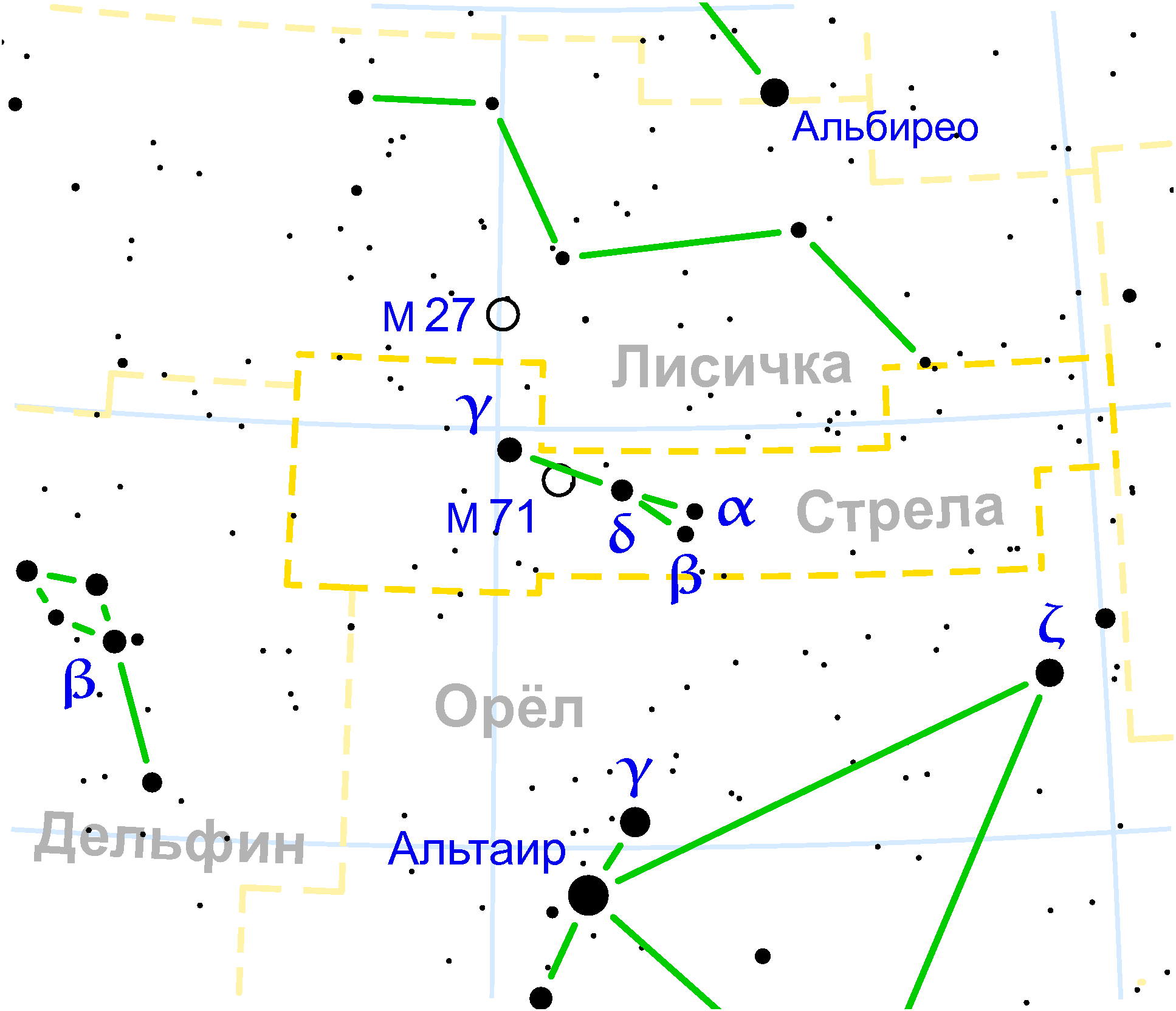
Положення WZ Стріли на карті сузір'я

Спостерігачів, зокрема й астрономів-аматорів, закликають стежити за WZ Стріли постійно: і під час спокою зорі, і під час рідкісних надспалахів, і, особливо, під час повернення зорі до мінімуму (1978 року це тривало близько 3 місяців). Особливо потрібні спостереження з ПЗС-камерою, для контролю надгорбів шляхом спостережень кожні 3-5 хвилин протягом декількох годин. Час ПЗС-фотометрії має бути дуже коротким: менш ніж 1 хвилина експозиції, а краще — менше 30 секунд.